# 李氏藏书
藏书又名李氏藏書，是李卓吾根據歷代正史所編寫的紀傳體史書，書中共記載有戰國時期至元朝約800多名人物的事跡。全書共68卷。該書於明朝萬曆十年（1582年）至萬曆十八年（1590年）間編成。李卓吾自稱此書僅是用來自己閱讀，所以得名「藏书」。不過在該書寫成後，借閱人數過多，李卓吾最終於明朝萬曆二十七年（1599年）在金陵刊刻。由於李卓吾在書中抨擊程朱理學，該書刊發後，明朝當局兩次下令取締該書。紀曉嵐在主持修編四庫全書時，也認為該書侮辱孔子，將其列為禁書。陳仁錫對該書有所研究和評論，並寫有《藏書》評本。1959年，中華書局對該書進行整理校點後出版，1974年再次修訂出版。